# Moszkauer
A moszkauer Magyarországon kandírozott narancshéjból, karamellizált cukorral és dióval készített aprósütemény, melyet csokoládéba mártanak, és amely leginkább karácsonyi süteményként ismert.
Külföldön a hozzá hasonló, édes aprósüteményeket inkább florentin(e) vagy florentina néven ismerik, és részben másféle összetevőkkel – mandulával, esetenként más olajos magvakkal, illetve kandírozott vagy szárított gyümölcsökkel – készítik.

## Története
Németes hangzású nevének jelentése „moszkvai”, Horváth Ilona szakácskönyvében moszkvai sütemény néven szerepel.
Ennek ellenére nem orosz eredetű sütemény, hanem valószínűleg a 16. századi Franciaországból származik, és Medici Katalin hatására kapta a florentin („firenzei”) jelzőt. Magyarországra a 19. században kerülhetett osztrák vagy német közvetítéssel, ahová feltehetően Marie-Antoine Carême révén jutott el, aki I. Sándor orosz cár és I. Ferenc József szakácsa is volt, innen származhat a „moszkvai” név a köztudatban.